# ボフミーン駅
ボフミーン駅（Bohumín）はチェコモラヴィア・スレスコ州カルヴィナー郡ボフミーンにある、チェコ鉄道（ČD）の鉄道駅。ポーランドとの国境に近く、ポーランドに接続する線路がある。国境を越えた先にはハウプキ駅がある。

## 駅構造
単式ホーム1面1線と島式ホーム3面6線、合計4面7線の地上駅。

## 歴史
- 1847年 - オーストリア北部鉄道の駅として開業。
- 20世紀初頭 - ネオルネッサンス様式の駅舎に改築。
- 1944年8月28日 - 爆撃の餌食となる。
- 1990年半ば - 改装。

## 隣の駅
ポーランド国鉄
321号線
オストラヴァ本駅 - ボフミーン駅
320号線
ボフミーン駅 - ルティニェ・ドルニー駅